# Pinto Colvig
Pour les articles homonymes, voir Colvig.
Pinto Colvig est un acteur, scénariste, réalisateur et compositeur américain né le 11 septembre 1892 à Jacksonville, (Oregon), mort le 3 octobre 1967 à Woodland Hills (Californie). À partir des années 1930, il est la voix originale de Dingo (Goofy) et faisait aussi les aboiements de Pluto. C'est aussi la voix originale de Bozo le clown.

## Biographie
Fin 1928, il est engagé par Charles Mintz en tant qu'intervalliste sur la série Oswald le lapin chanceux, dont la production a été fraîchement retirée à Walt Disney.
Il est surtout connu pour avoir fait la voix de Dingo de 1932 à 1965. Il est aussi la voix de Pluto, Grincheux, Dormeur et de nombreux animaux comme des poissons et des insectes.
En 1933, il aide Frank Churchill à composer la chanson Qui a peur du grand méchant loup ? (Who's Afraid of the Big Bad Wolf?), les paroles étant de Ted Sears.
Il rompt son contrat avec les studios Disney en 1937 mais poursuit son travail comme acteur vocal mais indépendant. Il donnera sa voix à Dingo jusqu'à sa mort.
En 1963, il enregistre pour la première fois la voix Dingo sur un disque (33T), pour une version narrée de la séquence Mickey et le Haricot magique de Coquin de printemps (1947) éditée par Disneyland Records.
Il meurt en 1967, d'un cancer du poumon.
Il est nommé Disney Legends en 1993.

## Filmographie

### Comme acteur
- 1925 : After a Reputation
- 1925 : Buster Be Good
- 1925 : Buster's Nightmare
- 1930 : La Symphonie enchantée : Pluto (voix)
- 1932 : Barnyard Olympics : Rire dans la foule (voix)
- 1932 : Mickey au théâtre (Mickey's Revue) : Dippy Dawg (futur Dingo) (voix)
- 1932 : The Whoopee Party : Dingo (voix)
- 1932 : Mickey marque un essai (Touchdown Mickey) : Dingo (voix)
- 1932 : Mickey au Grand Nord (The Klondike Kid) : Dingo (voix)
- 1932 : Mickey père Noël (Mickey's Good Deed) : Pluto (voix)
- 1933 : Mickey's Mellerdrammer : Dingo (voix)
- 1933 : Mickey au Moyen Âge (Ye Olden Days) : Dingo (voix)
- 1933 : Les Trois Petits Cochons : Practical Pig (voix)
- 1934 : La Cigale et la Fourmi (The Grasshopper and the Ants) : la cigale (voix)
- 1934 : Le Grand Méchant Loup (The Big Bad Wolf) : Practical Pig
- 1934 : Une petite poule avisée : Peter Pig (voix)
- 1934 : Le Gala des orphelins : Dingo (voix)
- 1934 : Entrée de service (Servants' Entrance) de Frank Lloyd et Walt Disney : Le pot de moutarde (voix)
- 1935 : Les Joyeux Mécaniciens (Mickey's Service Station) : Dingo (voix)
- 1935 : Carnaval des gâteaux (The Cookie Carnival) : Cookie Boy
- 1935 : Mickey pompier : Dingo (voix)
- 1935 : Mickey patine : Dingo (voix)
- 1936 : Les Trois Petits Loups (Three Little Wolves) : Practical Pig (voix)
- 1936 : Les Alpinistes : Pluto (voix)
- 1937 : Mickey Magicien : Dingo (voix)
- 1937 : Amateurs de Mickey : un chanteur (voix)
- 1937 : Chasseurs d'élans : Dingo (voix)
- 1937 : Vacances à Hawaï : Dingo (voix)
- 1937 : Nettoyeurs de pendules : Dingo (voix)
- 1937 : L'Autruche de Donald (Donald's Ostrich) : Hortense Ostrich (Hiccoughs) (voix)
- 1937 : Blanche-Neige et les Sept Nains (Snow White and the Seven Dwarfs) : Dormeur / Grincheux (voix)
- 1937 : Les Revenants solitaires : Dingo (voix)
- 1938 : Constructeurs de bateau : Dingo (voix)
- 1938 : La Remorque de Mickey : Dingo (voix)
- 1938 : Trappeurs arctiques : Dingo (voix)
- 1938 : La Chasse au renard : Dingo (voix)
- 1938 : The Pygmy Hunt de Friz Freleng : Laughing Hyena (voix)
- 1938 : Chasseurs de baleines : Dingo (voix)
- 1939 : The Lone Stranger and Porky : Cheval du méchant (voix)
- 1939 : Customers Wanted : Bluto (voix)
- 1939 : Le Cochon pratique (The Practical Pig) : Practical Pig (voix)
- 1939 : Wotta Nitemare : Bluto (voix)
- 1939 : Le Cousin de Donald (Donald's Cousin Gus) : Barking Hot Dog (voix)
- 1939 : Ghosks Is the Bunk : Bluto (voix)
- 1939 : Hobo Gadget Band : Lead Hobo (voix)
- 1939 : Snowman's Land : Little Mountie (voix)
- 1939 : It's the Natural Thing to Do : Bluto (voix)
- 1939 : Le Magicien d'Oz (The Wizard of Oz) de Victor Fleming : Munchkin
- 1939 : Jeepers Creepers : Ghost (voix)
- 1939 : Les Voyages de Gulliver (Gulliver's Travels) : Gabby (voix)
- 1940 : Shakespearian Spinach : Bluto (voix)
- 1940 : Females Is Fickle : Jellyfish (voix)
- 1940 : Me Feelins Is Hurt : Bluto (voix)
- 1940 : Le Remorqueur de Mickey : Dingo (voix)
- 1940 : Billposters : Dingo (voix)
- 1940 : Onion Pacific : Bluto (voix)
- 1940 : Nurse-Mates : Bluto (voix)
- 1940 : Fightin Pals : Bluto (voix)
- 1940 : King for a Day : Gabby (voix)
- 1940 : The Constable : Gabby (voix)
- 1940 : Popeye Presents Eugene, the Jeep : Delivery Man (voix)
- 1941 : All's Well : Gabby (voix)
- 1941 : Two for the Zoo : Gabby (voix)
- 1941 : Swing Cleaning : Gabby (voix)
- 1941 : Raggedy Ann and Raggedy Andy (en) : Camel (voix)
- 1941 : Mickey et Pluto golfeurs : Pluto, the Gopher (voix)
- 1941 : Le Dragon récalcitrant : Dingo (segment "Comment faire de l'équitation") (voix)
- 1941 : Fire Cheese : Gabby (voix)
- 1941 : Gabby Goes Fishing : Gabby (voix)
- 1941 : It's a Hap-Hap-Happy Day : Gabby (voix)
- 1941 : Douce et Criquet s'aimaient d'amour tendre (Mr. Bug Goes to Town) : Mr. Creeper (voix)
- 1941 : 7 Wise Dwarfs : Doc (voix)
- 1942 : Aloha Hooey : Cecil Crow (voix)
- 1942 : Conrad le marin (Conrad the Sailor) : Conrad Cat (voix)
- 1942 : L'Heure symphonique : Dingo (voix)
- 1942 : Pluto Mascotte de l'Armée : Pluto (voix)
- 1942 : Saludos Amigos : Dingo (voix)
- 1942 : Ding Dog Daddy : Dog (voix)
- 1943 : Pluto et l'Armadillo : Pluto (voix)
- 1943 : Hop and Go : Claude Hopper (voix)
- 1944 : Les Trois caballeros (The Three Caballeros) : Aracuan Bird
- 1945 : La Chasse au tigre (Tiger Trouble) : Dingo (voix)
- 1945 : Souvenir d'Afrique (African Diary) : Dingo (voix)
- 1945 : En route pour l'Ouest (Californy 'er Bust) : Dingo (voix)
- 1945 : Cendrillon fait les trois huit (Swing Shift Cinderella) : Wolf (voix)
- 1945 : Donald et Dingo marins (No Sail) : Dingo (voix)
- 1945 : La Castagne (Hockey Homicide) de Jack Kinney : Dingo (voix)
- 1946 : La Boîte à musique (Make Mine Music) : Animal Sounds (voix)
- 1946 : Donald, ramenez-le vivant (Frank Duck brings 'em back Alive) : Dingo (voix)
- 1947 : Le Clown de la jungle (Clown of the Jungle) : Aracuan Bird (voix)
- 1947 : Déboires sans boire (Crazy with the Heat) : Dingo (voix)
- 1947 : Hollywood en folie (Variety Girl) : Special voice impersonation
- 1947 : Coquin de printemps (Fun and Fancy Free) : Dingo (voix)
- 1947 : Mickey et le Haricot magique : Dingo (voix)
- 1947 : Dingo va à la chasse (Foul Hunting) : Dingo (voix)
- 1948 : Ils sont partis (They're Off) : Dingo (voix)
- 1948 : Dingo et Dolorès (The Big Wash) : Dingo (voix)
- 1948 : Bill and Coo (en) : Singer
- 1948 : Mélodie Cocktail (Melody Time) : Aracuan Bird (voix)
- 1948 : Donald et les Fourmis (Tea for Two Hundred) : Ants
- 1949 : Bozo's Circus (série TV) : Bozo
- 1949 : Mickey et Pluto au Mexique (Pueblo Pluto) : Pluto (voix)
- 1949 : Dingo joue au tennis (Tennis Racquet) : Dingo (voix)
- 1949 : Les Deux Chaperons rouges (Little Rural Riding Hood) de Tex Avery : Country Wolf (voix)
- 1949 : Dingo fait de la gymnastique (Dingo Gymnastics) : Dingo (voix)
- 1951 : On jeûnera demain (Tomorrow We Diet!) : Dingo (voix)
- 1951 : Pluto et le Raton laveur (R'coon Dawg) : Pluto
- 1952 : Papa, c'est un lion (Father's Lion) : Dingo (voix)
- 1952 : Hello Aloha : Dingo (voix)
- 1952 : Tout doux, toutou (Man's Best Friend) : Dingo (voix)
- 1952 : Two Gun Dingo : Dingo (voix)
- 1952 : Dingo professeur (Teachers are People) : Dingo (voix)
- 1952 : Uncle Donald's Ants : Ants
- 1952 : La Fête de Pluto (Pluto's Party) : Pluto (voix)
- 1952 : Dingo en vacances (Two Weeks Vacation) : Dingo (voix)
- 1952 : L'Arbre de Noël de Pluto (Pluto's Christmas Tree) : Pluto / Dingo (voix)
- 1952 : Dingo détective (How to Be a Detective) : Dingo (voix)
- 1953 : Papa est de sortie (Father's Day Off) : Dingo (voix)
- 1953 : Dingo toréador (For Whom the Bulls Toil) : Dingo (voix)
- 1953 : Le Week-end de papa (Father's Week-end) : Dingo (voix)
- 1953 : L'Art de la danse (How to Dance) : Dingo (voix)
- 1953 : Comment dormir en paix (How to Sleep) : Dingo (voix)
- 1956 : Popeye (série TV) : Bluto (voix)
- 1959 : La Belle au bois dormant (Sleeping Beauty) : Maleficent's goon (voix)
- 1959 : Matty's Funday Funnies (série TV) : Additional Voices (voix)
- 1961 : Yogi l'ours (The Yogi Bear Show) (série TV) : Chopper (voix)
- 1961 : Dingo fait de la natation (Aquamania) : Dingo (voix)
- 1965 : The Man from Button Willow (en) (voix)
- 1965 : Freewayphobia#1 : Dingo (voix)
- 1965 : Dingo's Freeway Troubles : Dingo (voix)
- 1965 : Tom and Jerry (série TV) (voix)
- 2002 : Mickey, le club des méchants (vidéo) : Dingo (segment "Lonesome Ghosts") (voix)

### Comme scénariste
- 1941 : Two for the Zoo
- 1942 : The Raven

### Comme réalisateur
- 1937 : Amateurs de Mickey